# 조 보듀스
조 보듀스(Joe Bordeaux, 1886년 3월 9일 ~ 1950년 9월 10일)는 미국의 배우이다.
푸에블로에서 태어났으며 로스앤젤레스에서 사망하였다.

## 영화
- 분노의 포도 (1940년)
- 스토리 오브 버넌 앤 아이린 캐슬 (1939년)
- 굿나잇, 너스! (1918년)
- 윌풀 앰브로즈 (1915년)
- 마벨의 운전 (1914년)
- 녹아웃 (1914년)
- 소도구 담당 (1914년)